# Дріжджове тісто
Дріжджове тісто є видом тіста, що отримало назву через використання дріжджів, які сприяють його розпушуванню та при випіканні надають пористої структури.
Для розмножування дріжджам потрібні цукор, азотисті й мінеральні сполуки. Оптимальна температура для життєдіяльності дріжджів складає 30 °C, при 60 °C вони гинуть. Пригнічує розвиток дріжджів вуглекислий газ, який накопичується під час бродіння тіста. Тому тісто необхідно обминати для видалення надлишку вуглекислого газу.
У процесі життєдіяльності дріжджів цукри перетворюються на спирт і вуглекислий газ — відбувається спиртове бродіння:

С6Н12О6 = 2СО2 + 2С2Н5ОН (+ 117 кДж).

Вуглекислий газ створює всередині тіста пори, тісто збільшується в об'ємі й «підходить». Спирт з молочною кислотою тіста утворює ефіри, що обумовлює специфічний запах.

## Складники
Спершу для опари готують: півлітра теплого молока, пачку сухих дріжджів, по дві столові ложки цукру (краще пудри) та борошна. Все змішують й ставлять у тепле місце на 15-20 хвилин.
Тим часом, дві склянки цукру розтирають з чотирма яйцями, чайною ложкою солі 100 грамами м'якого маргарину. Змішують обидва розчини, і вливають їх до борошна, замішують не дуже круте тісто й ставлять все на 2-3 години в тепле місце. Тісто буде дуже підніматися, тому слід лишити тісту місце. Двічі-тричі підбивають тісто, щоб осідало. Зрештою, вимішують й вирішують, що пекти. Можна нарізати кілька смужок для булочок, а поруч покласти кіску. Можна зробити пиріг, поклавши в середину повидло. Сформовані вироби кладуть на змащене жиром або застелене промащеним папером деко і ставимо в тепле місце на 5-10 хвилин.

## Дріжджове тісто (опарний спосіб)
Суть опарного способу полягає в приготуванні тіста в дві стадії: опара і тісто. Розрізняють рідкі, густі та великі густі опари.
1 кг борошна, 1,5-2,5 склянки води або молока, 1-5 яєць, 15-25 г дріжджів, 50-100 г вершкового масла або олії, 40-100 г цукру, 15 г солі. Приготувати опару. Для цього в підігріту воду або молоко покласти всі дріжджі, майже весь цукор і приблизно 300 г борошна. Поставити в тепле місце.
Готовність опари визначають за органолептичними показниками. До кінця бродіння опара збільшується в об'ємі в 1,5-2 рази, а потім настає момент, коли вона починає обпадати.
Коли опара підніметься й на ній утворяться пухирці, усипати інше борошно, додати масло або олію, яйця й цукор (це називається здобою). Тісто ретельно вимісити й знову поставити в тепле місце. Далі з тістом роблять так само, як при готуванні безопарним способом. Варто пам'ятати, що чим більше здоби кладуть у тісто, тим більше треба класти дріжджів. Збільшуючи кількість яєць і масла, треба зменшити кількість води або молока.

## Дріжджове тісто (безопарний спосіб)
Суть безопарного способу полягає в приготуванні тіста в одну стадію з усієї кількості борошна і сировини по рецептурі.
1 кг борошна, 1,5-2,5 склянки води або молока, 1-5 яєць, 15-25 г дріжджів, 50-100 г вершкового масла або олії, 40-100 г цукру, 15 г солі. У глибокий посуд влити воду або молоко, підігріти до 30-37°С, розчинити дріжджі, додати цукор, сіль, яйця. Все ретельно перемішати, усипати просіяне борошно й замісити тісто. Дошку або чистий стіл посипати тонким шаром борошна, викласти на нього тісто й місити доти, поки воно не стане однорідним і не почне відставати від рук. Потім додати розтоплене (або злегка підігріте) масло, ще раз вимісити тісто, перекласти його в посуд і змазати маслом або присипати борошном, закрити кришкою або щільною тканиною й поставити в тепле місце на 1,5-2 години. Протягом цього часу тісто, що піднімається, треба 1-2 рази обім'яти. Коли воно підніметься другий або третій раз, з нього можна пекти пироги. Якщо тісто потрібно використати не відразу, його варто накрити кришкою й поставити в прохолодне місце (можна в холодильник).

## Бродіння тіста
Бродіння тіста починається з моменту замісу і триває весь час, навіть в перший період випікання. У виробничій практиці під терміном бродіння розуміють період з моменту замісу тіста до його поділення на шматки.
Метою бродіння тіста та опари є надання тісту властивостей, при яких воно по газоутворюючій здатності і фізичних властивостях буде оптимальне для розробки і випікання. Важливим фактором, який обумовлює якість утворюють смак і аромат, властиві виробам з дріжджового тіста.
Сукупність процесів, які відбуваються при бродінні і надають тісту оптимальних властивостей називають дозріванням тіста.
Дозрівши тісто повинно відповідати наступним вимогам:
- газоутворення в сформованих тістових заготовках при розстоюванні повинно бути достатньо інтенсивним;
- фізичні властивості тіста повинні бути оптимальними для його обробки і формоутримання;
- кількість незброджених цукрів і продуктів гідролітичного розпаду білків повинна забезпечувати утворення забарвлення скоринки виробів;
- утворення продуктів, які обумовлюють смак та аромат готових виробів, повинно бути у достатній кількості.

## Особливості технології
Борошно обов'язково добре просівають. Навіть краще підсушити його у теплому місці. Дріжджі мають бути свіжими, а молоко — теплим, а не гарячим чи холодним. Гаряче вбиває, а холодне не дає розвиватися тісту. Його вимішують доти, поки воно не почне легко відставати від рук. У кінці замішування треба додати трішки олії. Тісто вважається готовим, коли воно збільшиться в об'ємі 1,5-2 рази і стане пухким та еластичним. У жодному разі не можна давати тісту перестоювати — воно буде кисле й глевке.
Щоб надати виробам гарного зовнішнього вигляду, за 2-3 хвилини до випікання двічі змащуємо їх яйцем, змішаним із невеликою кількістю води та цукру. Під час випікання підтримують у духовці належну температуру.
Добре спечене тісто легко відстане від пательні чи форми, коли вони застелені змащеним олією папером. Якщо виріб важко відокремити від пательні, слід обгорнути її мокрим рушником або потримати над парою. Вироби з дріжджового тіста розрізують, лише коли вони охолонуть.

## Дефекти виробів з дріжджового тіста та причини їх виникнення
Дефекти, спричинені неправильним приготуванням тіста та його розробки:
- Недостатній об'єм виробу, низька пористість (причини: знижена вологість тіста, малий або надто великий час бродіння, недостатність або надмірність обминання, надто інтенсивний заміс тіста, недостатнє або надмірне розстоювання);
- Липкувата м'якушка, дріжджовий присмак (причини: знижена температура бродіння, малий термін бродіння);
- Тріщини та розриви у скоринці (причини: знижена температура бродіння, малий термін бродіння);
- Темніші і щільніші шари у м'якушці (причина: завітрювання тіста при бродінні).

Дефекти виробу, спричинені порушенням процесу випікання:
- Товста і темнозабарвлена скоринка (причина: надмірна тривалість випікання, надмірна температура випікання);
- Матова скоринка з тріщинами (причина: недостатня зволожувальність пекарної камери);
- Темнозабарвлені плями на поверхні скоринки або здуті пухирці (причина: на початку випікання на поверхні тістової заготовки потрапли краплі води)

Дефекти, спричинені  неправильним зберіганням після випікання:
- Деформування виробу (причина: неправильне укладання, бо гарячі вироби не можна укладати один до одного);

## Вироби з дріжджового тіста
- Традиційні українські короваї прикрашають різноманітними символічними квіточками та листочками. Виготовити їх неважко, адже своєї об'ємної форми вони набувають під час того, як тісто піднімається в духовці.
- Спечена коса, присипана маком — надзвичайно красива й апетитна.
- Бріоші;
- Саварен;
- Пампушки;
- Ватрушки;
- Здобні булочки з різними начинками і без.